# ГШ-30
Гријазев-Шипунов, ГШ-30 (рус. Грязева — Шипунова 30 мм) је топ калибра 30 милиметара посебно направљен за совјетске а касније руске војне авионе. Ушао је у употребу 1981. године а његов произвођач је руска компанија Ижмаш (Ижевский машиностроительный завод, скраћено ИжМаш).
ГШ-30 је настао од топова 2A42 који се налази на руским пешадијско-оклопним возилима. ГШ-30 је једноцевни, гасом покретани топ тежине 46 килограма. ГШ-30 може испаљивати до 1800 метака у минуту али се најчешће користи брзина испаљивања од 1500 метака у минуту како не би дошло до прераног замора материјала. Ипак, цев овог топа најчешће заблокира након испаљених 2000 метака. Ова мана се одражава и на прецизност топа. Цев ГШ-30 је ужа и дужа него код других топова што значајно побољшава прецизност али доводи до бржег хабања материјала. Максимални домет противваздушних јединица је 1200-1800 метара. ГШ-30 такође користи ласерско нишањење што га чини тренутно најпрецизнијим и најефикаснијим авионским топом. Може да уништи већину борбених авиона са два-три метка, зависно од места поготка.
Најконкурентнији топ му је амерички M61 Vulcan који користе амерички ловци још од рата у Вијетнаму. М61 користи гранате калибра 20 милиметара што умањује његов домет, прецизност и снагу у односу на ГШ-30. Међутим М-61 може да испали 6000 граната у минути. Већина руских борбених авиона у борбеном комплету носи 150-300 граната док амерички борбени авиони носе и до 940 (F-15 игл).